# Paradoja de la pérdida de información en agujeros negros

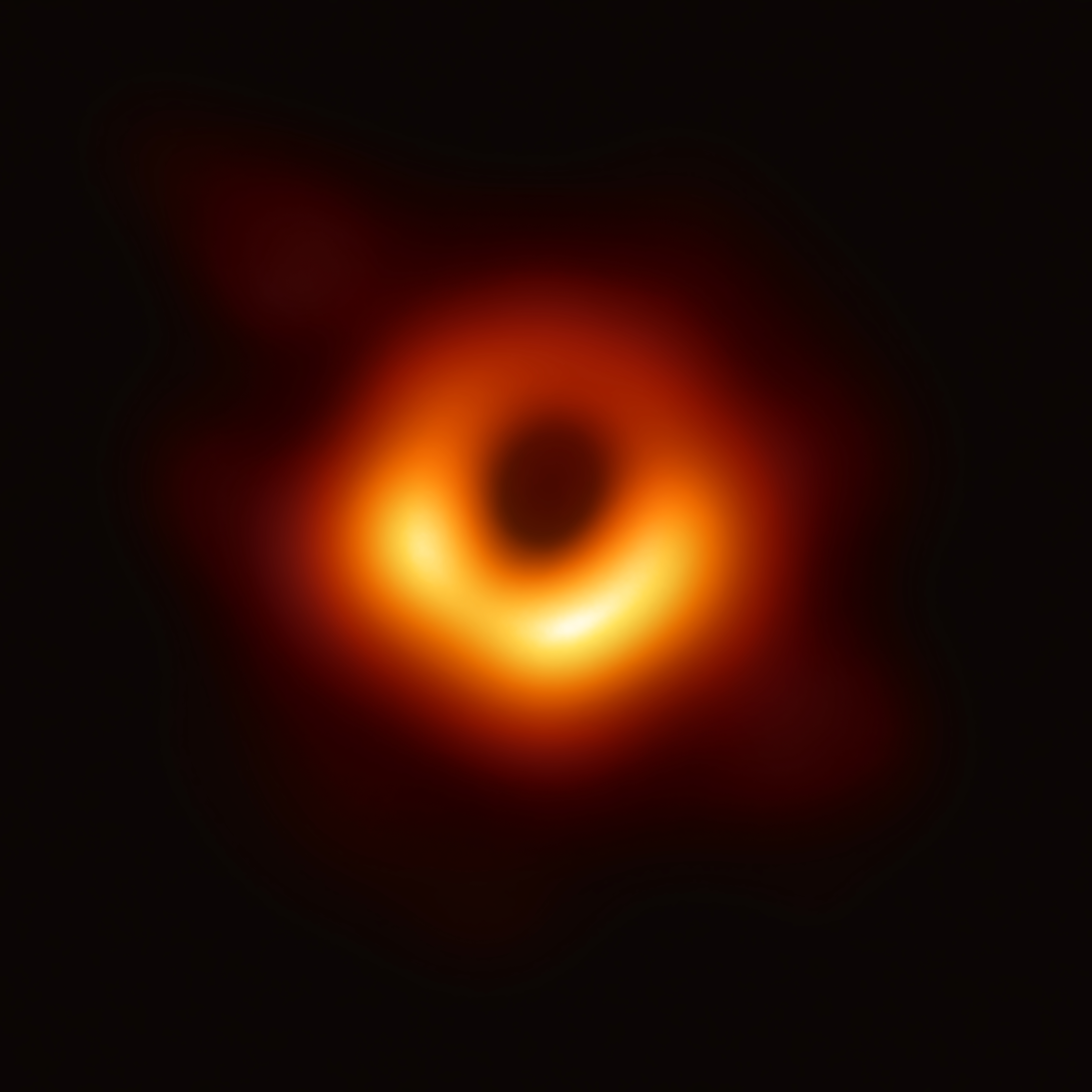
La primera imagen (silueta o sombra) de un agujero negro, tomada del agujero negro supermasivo en M87 con el telescopio del horizonte de sucesos, publicada en abril de 2019.

La paradoja de la pérdida de información en agujeros negros resulta de la combinación de la mecánica cuántica y la relatividad general. Sugiere que la información física puede desaparecer permanentemente en un agujero negro, permitiendo a numerosos estados físicos convertirse en el mismo estado. Esto es controvertido porque viola la ley comúnmente asumida de que en principio, información completa acerca de un sistema físico en un punto en un tiempo debe determinar su estado en cualquier otro tiempo. Un postulado fundamental de la mecánica cuántica es que la información completa sobre un sistema está codificada en su misma función de onda aun cuando su función de onda colapsa. La evolución de la función de onda está determinada por un operador unitario, y eso implica que la información se conserva en sentido cuántico. Esto es una estricta forma de determinismo.

## Principios
Hay dos principios principales en «juego»:
- Determinismo cuántico significa que para una determinada función de onda, sus cambios futuros son únicamente determinados por la evolución del operador.

- Reversibilidad se refiere al hecho de que la evolución del operador tiene una inversa, significando que funciones de onda pasadas son similarmente, únicas.

La combinación de ambas significa que la información debe ser siempre preservada.

## Radiación de Hawking

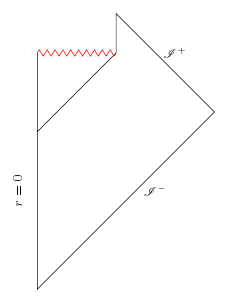
El Diagrama de Penrose-Carter de un agujero negro que se forma y desaparece por completo. La información que cae hacia la singularidad debe tocarla. El tiempo es mostrado en el eje vertical de abajo arriba, el espacio se muestra en el eje horizontal de izquierda (radio cero) a derecha (creciente).

En 1975, Stephen Hawking y Jacob Bekenstein mostraron que los agujeros negros deberían emitir, lentamente energía, lo que supone un problema. Según el Teorema de no pelo, uno debería esperar que la Radiación de Hawking debería ser completamente independiente del material que entrase en el agujero negro. Sin embargo, si el material que entra en el agujero fuera materia pura, en estado cuántico, la transformación de ese estado en la mezcla de estados de la radiación de Hawking destruiría información sobre el estado cuántico original. Esto viola el Teorema de Liouville (mecánica hamiltoniana) y presenta una paradoja física.
Concretamente, si tenemos un entrelazamiento cuántico en estado puro, y una parte de dicho sistema es lanzado dentro del agujero negro mientras se mantiene la otra parte fuera, el resultado es un estado mixto después que la traza parcial caiga al agujero negro. Pero todo lo que cae dentro de un agujero negro debe alcanzar la singularidad en un tiempo finito, entonces dicha parte podría desaparecer completamente del sistema físico.
Hawking permaneció convencido de que las ecuaciones de termodinámica de agujeros negros en conjunto con el teorema de no pelo, conducen a la conclusión de que la información cuántica debe ser destruida. Esto asombró a numerosos físicos, como John Preskill, quien en 1997 apostó a Hawking y a Kip Thorne que la información no se pierde en los agujeros negros. La idea de Hawking abrió el debate en la comunidad científica, donde Leonard Susskind y Gerard 't Hooft «declararon la guerra» a la solución de Hawking, el propio Susskind publicó un libro acerca del debate en 2008 (The Black Hole War: My battle with Stephen Hawking to make the world safe for quantum mechanics, ISBN 978-0-316-01640-7). El libro detalla que la guerra es puramente científica, y que a nivel personal, ambos personajes permanecen siendo amigos.
La solución al problema que concluye la batalla es el principio holográfico, que fue propuesto por primera vez por 't Hooft pero Susskind lo dotó de una interpretación más precisa en relación con la teoría de cuerdas.
Hay varias ideas acerca de cómo resolver la paradoja. Desde la propuesta de 1997, la creencia predominante en los físicos es que la información se conserva y que la radiación de Hawking no es únicamente térmica sino que recibe correcciones cuánticas. Otras posibilidades incluyen que la información se mantiene en una constante de Planck remanente en la radiación de Hawking o en una modificación de las leyes de la mecánica cuántica para permitir una evolución del tiempo no unitaria.
En julio de 2004, Stephen Hawking publicó un estudio presentando la teoría de que las perturbaciones cuánticas del horizonte de sucesos puede permitir a la información escapar del agujero negro, lo cual resuelve la paradoja de la pérdida de información. Su argumento asume que la unidad de la Correspondencia AdS/CFT que implica que un Agujero negro AdS es así mismo AdS/CFT correspondiente dual a la Teoría conforme de campos. Cuando anunció su estudio, Hawking aceptó que había perdido la apuesta pagándole a Preskill con una enciclopedia de béisbol «Cuya información puede ser obtenida a voluntad». Thorne, sin embargo, no se mostró convencido de las pruebas de Hawking y declinó contribuir al premio.
De acuerdo a Roger Penrose, la pérdida de unidad en sistemas cuánticos no es un problema. Las medidas cuánticas son por sí mismas no unitarias. Penrose proclama que los sistemas cuánticos no evolucionan de forma unitaria desde que la gravitación entra en juego, precisamente en agujeros negros. La Cosmología cíclica conforme de Penrose critica la dependencia de la condición de que la información es de facto perdida en agujeros negros. Este nuevo modelo cosmológico precisa ser demostrado experimentalmente mediante un análisis detallado de la radiación cósmica de fondo, Si es cierta, deberá mostrar patrones circulares con significativas diferencias de temperatura, más bajas o más altas. En noviembre de 2010, Penrose y V. G. Gurzadyan anunciaron que habían encontrado evidencias de esos patrones circulares, en los datos del WMAP corroborados por los datos del experimento BOOMERanG. La significancia de los sucesos fue subsecuentemente debatido por otros físicos.